# Adiel Palma
Adiel Palma, född den 20 augusti 1970 i Cienfuegos, är en kubansk basebollspelare som tog guld för Kuba vid olympiska sommarspelen 2004 i Aten, och som även tog silver vid olympiska sommarspelen 2008 i Peking.
Palma representerade Kuba i World Baseball Classic 2006, där Kuba kom tvåa. Han spelade tre matcher och hade en earned run average (ERA) på 6,14 och tre strikeouts.